# Bruno Oberle
Bruno Oberle là một nhà sinh vật học và nhà khoa học môi trường người Thụy Sĩ. Vào ngày 13 tháng 7 năm 2020, ông được bổ nhiệm làm Tổng giám đốc của Liên minh Bảo tồn Thiên nhiên Quốc tế.

## Tiểu sử
Oberle sinh ra ở St. Gallen, Thụy Sĩ vào ngày 12 tháng 10 năm 1955, nhưng lớn lên ở Locarno và Zürich. Ông lấy bằng sinh vật học và khoa học môi trường tại Viện Công nghệ Liên bang Thụy Sĩ tại Zürich và sau đó là bằng kinh tế chính trị, sư phạm.
Ông sau đó lần lượt làm giáo sư tại Viện Công nghệ Liên bang Thụy Sĩ tại Lausanne kiêm chủ tịch chương trình Quản trị Tài nguyên và Kinh tế Xanh, giám đốc Văn phòng Liên bang về Môi trường trực thuộc Bộ Môi trường, Giao thông, Năng lượng và Truyền thông Liên bang và thư ký bộ trưởng về vấn đề môi trường. Hiện nay, ông là Tổng giám đốc của Liên minh Bảo tồn Thiên nhiên Quốc tế.